# Look at the Harlequins!
Look at the Harlequins! é um romance escrito por Vladimir Nabokov, primeiro publicado em 1974. A obra foi o romance final publicado de Nabokov antes de sua morte em 1977.

## Enredo
Look At the Harlequins! é uma ficcional autobiografia narrada por Vadim Vadimorovich N. (VV), um escritor russo-americano com estranhas semelhanças biográficas para o autor do romance, Vladimir (Vladimirovich) Nabokov. O romance em si tem sete partes.
Parte Um
VV nasce na pré-revolucionária São Petersburgo de dois pais que divorciam e recasam "em uma taxa tão rápida" que a custódia de VV é transferida para sua tia-avó, Baronesa Bredow. É a tia-avó de VV que aconselha ele para "olhar para os arlequins". "Brinque! Invente o mundo! Invente a realidade!" ela conta para ele. Aos dezoito anos de idade, após a Revolução Bolchevique-- e após VV gastar tempo em um Sanatório Imperial-- ele foge do país, via um caminho de conto de fadas, em qual ele mata um Guarda Vermelho com uma pistola. Após sua fuga, VV faz seu caminho para Londres, onde ele encontra Conde Nikifor Nikodimovich Starov. Conde Starov é um grande admirador da "bela e bizarra" mãe de VV, e possivelmente o pai atual de VV. Com patrocínio de Conde Starov, VV atende Cambridge, onde no termo da primavera de seu final ano (1922), ele é convidado para gastar o verão com um colega de classe, Ivor Black.
Durante seu verão com Ivor Black, VV encontra a irmã de vinte e um anos de idade de Black, Iris Black. Iris pretende para ser surda em encontrar VV, mas é rapidamente descoberta. Os dois então gastam o verão se tornando mais juntos, Iris inspirando VV para escrever poemas. Em uma excursão na praia, VV revela para o leitor que ele não pode nadar em água aberta sem seu corpo inteiro em risco de paralisação, uma anomalia que tem ocorrido várias vezes em sua juventude. Articulado esta confissão para o leitor que é a confissão de VV para Iris que ele não pode imaginar caminhar por uma rua ou caminho, e então imagina virar novamente e caminhando de volta; enquanto VV pode fazer isso na realidade, isso é uma tarefa impossível em sua mente. VV aparentemente deve confessar isso antes de ele ser capaz para pedir uma mulher para casar com ele.
Iris e VV então se tornam casados e mudam para Paris, onde a carreira literária de VV decola. Ele publica Tamara (1925), Pawn Takes Queen (1927), e Plenilune (1929), cada romance em russo. Iris também começa para escrever durante este tempo, e não é considerada para ser realizada por VV. Ela continuamente escreve, e então reescreve, e então abandona vários projetos de escrita. Como Iris não fala russo, e VV é particularmente privado sobre sua escrita, Iris começa a tomar aulas de russo de uma tutora.
Parte um termina com Iris sendo baleada e morta pelo Tenente Wladimir Starov-Blagidze, o marido da tutora de língua russa de Iris. Starov-Blagidze é acreditado para ter estado tendo um caso com Iris, e apaixonado, e possivelmente louco, o Tenente mata Iris na rua (23 de abril, 1930). Irmão de Iris e VV encobrem o caso e faz o tiroteio parecer acidental, por desinformar a polícia sobre o tiroteio.
Parte Dois
Parte dois inicia com VV começando para escrever seu quarto romance (Camera Lucida) e seu quinto romance (The Red Top Hat): ambos em russo. Enquanto trabalhando nesses romances, ele permanece com amigos chamados Sr. e Sra. Stepanov. Este casal tem uma filha referida para como Dolly, e isso é fortemente sugerido que VV molesta ela.
Para ajudar ele em datilografar os manuscritos para essas obras, ele contrata uma imaculada datilógrafa, Lyubov Serafimovna, que se apaixona com ele. VV, entretanto, não tem afeição por ela e dispensa ela. VV então prepara para contratar outra datilógrafa, e chama os Stepanovs para ajuda. Após VV ouvir Sra. Stepanov chamar ele um "predizível louco" no telefone, ela dirige ele para uma livraria russa (Livraria Byron) para procurar uma datilógrafa chamada Anna Ivanovna Blagovo.
VV faz seu caminho para Livraria Byron, onde ele encontra Oks (ou Oksman), "um alto, ósseo, idoso homem com um patê Shakespeariano", procurando para dar uma mensagem para Anna Blagovo. Embora as interações de VV com Oks, o leitor sabe que VV é um respeitável autor russo, cujos livros são emprestados frequentemente para leitores, embora comprados menos frequentemente. Oks identifica erroneamente o livro de VV Camera Lucida, como Camera Obscura, e VV toma ofensa para isso. Oks também afirma que VV é conhecido como sendo incomum para seus pares, aludindo para sua loucura. Oks deixa VV após afirmar que ele relembra o pai de VV, qual VV aponta como uma impossibilidade, como seu pai, ele afirma, estava morto antes que ele tenha nascido (que contradiz o relato de VV de seu pai na Parte Um). Aquela mesma noite VV tem a sensação que ele é a versão menor de uma pessoa paralela, destinado para ser menos grande.
VV eventualmente encontra Anna Blagovo em 2 de maio, 1934. Ela chega tarde e prova ela mesma ser para ser de longe menos datilógrafa que a primeira de VV. Quando ela informa VV que ela não sabe sua obra, ele toma ofensa, e ela afirma que ela irá olhar sua obra, incluindo sua mais famosa para aquele ponto. Apesar do desgosto de VV por várias facetas de Anna, ele se torna sensível por ela. Ele então casa com ela, e os dois mudam para Quirn University (pensada para ser Cornell University), nos Estados Unidos.
Parte Três
Parte três inicia com VV afirmando que ele aceitou uma posição para ensinar na Quirn University, para ensinar Ulisses, porque seus livros anteriores não venderam bem. Em Quirn, VV continua para escrever, mas em inglês. Tendo já escrito See under Real, ele escreve Esmeralda and Her Parandrus (1942) e Dr. Olga Repnin (1946), bem como uma coleção de contos chamados Exile from Mayda (1947).
Em Quirn, em meio a um frio romance com Anna (agora referida para como Annette), VV gera uma filha chamada Isabel, no dia de ano novo, 1942. Em este ponto Anna faz uma amiga de uma mulher soviética nomeada Ninel (um anagrama de Lenin), e ela rapidamente se torna corrompida com a ideia que a Rússia Soviética é superior para os Estados Unidos, uma perspectiva que VV não compartilha.
VV então encontra, sorrateiramente, Dolly, atinge um caso com ela (que diz que ela pode facilmente levar ele acusado de estupro), e então, enquanto em uma festa com Dolly, descobre que Anna tem deixado ele, levando Isabel com ela. Isso envia VV em um choque qual manda ele para o hospital. Quando VV acorda, ele descobre que Anna tem deixado uma nota, qual VV acredita que Ninel tem escrito, e pede para VV não contactar ela novamente.
Parte Quatro
Tomando uma surpresa sabática, VV abandona seu posto na Quirn e toma um ano longo de jornada de carro através dos Estados Unidos. Durante este tempo, VV tenta para escrever The Invisible Lath, um "livro similar para este [Look at the Harlequins!]", mas não pode terminar. Quando em Los Angeles, procurando por Ivor Black, irmão de sua primeira esposa, VV descobre que Black tem morrido. Por 1947, VV faz seu caminho de volta para Quirn onde ele novamente retoma o ensino, embora em uma nova casa.
Em Quirn, VV faz o conhecimento de Louise Adamson. Louise, embora uma amiga, informa VV que "Bel" (filha de VV) está bem. Em um ponto, VV, retornando de uma leitura, vê Anna perscrutando em um carrinho de bebê, e tenta para apressar em direção a ela, mas ela rejeita ele, e ele não fala com ela.
Como a narrativa de VV move para frente, isso torna claro que Louise está tendo um caso com VV. Antes Louise se torna terceira esposa de VV, ele sabe que Anna e Ninel têm sido mortas em uma inundação. Isso faz então Bel, sua filha, estar agora em sua custódia. Bel é preciosa e toma atenção, alguma negativa, na escola, por sua rápida sagacidade. Bel permanece com VV por dois anos, qual é um feliz tempo para VV. Este arranjo chama atenção dos outros, e para anular "feios rumores", provavelmente sugestivo de VV molestar sua filha, VV casa com Louise. Bel permanece vivendo com VV por vários anos depois.
Louise e Bel não existem felizes na mesma casa, entretanto. Louise manda Bel fora para uma escola de acabamento suíça, chamada Chбteau Vignedor, em que Bel começa para ressentir seu pai. Nessa instituição, Bel perde seu interesse em poesia, e se torna interessada em Albert Camus, um absurdo filósofo. Para lidar com a perda de sua filha, VV começa para escrever The Kingdom by the Sea, seu mais famoso romance.
Parte quatro termina com VV sabendo que Bel tem casado com um jovem homem, e que eles intencionam para fugir para a União Soviética. Em sua partida, VV acidentalmente chama Bel "Dolly" e Bel se torna muito irritada.
Parte Cinco
Parte cinco foca nos eventos de VV tentando para recuperar Bel da Rússia Soviética. Por este tempo, Louise tem deixado VV, e ele gasta maioria de seu tempo, quando não lecionando em Quirn ou trabalhando em romances, gastando tempo amoroso com "Brown Rose", sua nova governanta.
Um dia, VV recebe uma carta de uma amiga de Bel, e VV sabe que ela está doente na Rússia Soviética, e que seu marido está em lugar nenhum para ser encontrado. Buscando para recuperar Bel da Rússia Soviética, ele obtém um falso passaporte e faz seu caminho para Rússia. Uma vez lá, ele descobre que o marido de Bel tem apenas retornado, e ela tem fugido. Ele rapidamente deixa Rússia Soviética, e faz seu caminho de volta para os Estados Unidos.
Parte Seis
VV decide para parar de lecionar na Quirn University. Devido para o sucesso de A Kingdom by the Sea, ele não mais precisa lecionar. Ele sai, em vez subitamente, e em seu caminho para sair descobre uma jovem mulher que ele chama "Você". Esta mulher ajuda VV pegar alguns papéis que ele derruba enquanto em seu caminho para sair. Essa Você pode falar fluente russo e tem estudado Turgenev em Oxford. Ela também sabe de Bel, e indaga sobre ela. Quando VV encontra ela, isso é setembro de 1969.
Quando Louise deseja divorciar de VV, procurando ganho monetário, ele inibe sua demanda por dinheiro por informar seu advogado de todas as ligações que ela tem tido enquanto casado com ele, provado porque VV contratou um detetive privado para seguir ela. Como ela deseja para casar com outro, e percebe como a publicidade destas acusações ficariam parecendo nela, ela concorda para ser divorciada sem muito ganho monetário.
VV então começa um relacionamento com a mulher que ele chama de Você. O capítulo termina com VV tomando um passeio em um caminho, como Você lê uma parte de seu mais novo romance. VV faz isso para o fim de seu passeio, e quando tentando virar ao redor, ele é incapaz. Quando tentando para virar, ele se torna paralisado, e colapsa. 
Parte Sete
VV acorda no hospital. Lentamente, ele recupera de sua paralisia, em simétricas remendas, como o padrão de um arlequim. Quando ele acorda, ele não é capaz para recordar seu último nome, embora ele acredita que isso começa com N. Ele também não tem certeza se seu nome é Vadim, ou Vladimir. O romance termina com VV confessando para Você que ele é incapaz para andar em um caminho em sua imaginação, e então vira ao redor e caminha de volta.

## Criticismo

### Doppelgänger vs. Paródia
Criticismo literário tem pesado em ambos lados deste debate, alguns mesmo reivindicando que Vadim é tanto uma paródia e um duplo ou Doppelgänger de Nabokov. Por exemplo, Lolita de Nabokov é agido pelo narrador de Look at the Harlequins! através de seu carinho da ninfeta, Dolly von Borg. A atribuição de uma série de esposas para o narrador pode ser entendida no contexto da estrita vida monogâmica de Nabokov. Após a publicação de Lolita o amplo público e muitos críticos pensaram que seu autor deveria ser um "temerário sexual". Com a poligamia em série relacionada em Look At The Harlequins!, Nabokov pode ser visto para estar picando diversão nestas percepções. Esposa final de V.V. é simplesmente referida como "Você", qual paralela de Nabokov referindo sua esposa, Véra, simplesmente como "você" em sua autobiografia Fala, Memória. O fato que o objeto final do amor de V.V. é uma perfeita imagem da filha de V.V., "Bel", paralela a procura por Humbert Humbert, o principal personagem de Lolita, por uma menina apenas como "Annabel", seu primeiro amor quando ele mesmo tinha a idade de 12.
Se V.V. é afligido por sentimentos de ser o duplo de outra persona Nabokoviana, isso é porque ele porta em fato significantes semelhanças para o principal personagem do romance The Real Life of Sebastian Knight de 1941.
Herbert Grabes está entre os críticos que acreditam que Vadim é o "duplo paródico" de Nabokov (151). Pekka Tammi concorda: "qualquer fictício [narrador] pode ser, mesmo ao melhor, apenas uma 'paródia' do artista que é responsável pela derradeira ficção" (289). Lucy Maddox chama Look at the Harlequins! "um oblíquo, satírico auto-retrato" (144). Em Fala, Memória, Nabokov tem escrito que muita de sua própria vida tem aparecido em suas ficcionais obras no passado, e que ele sentiu como através de ele ter perdido estas memórias como elas foram cristalizadas em texto, abstratas em ficções. Seus pensamentos sobre a inevitabilidade natureza autobiográfica da ficção parecem para manifestar, divertidamente, aqui.

### Leitura biográfica do romance
Uma popular explanação para similaridade pessoal e literária de Vadim para Nabokov é que Vadim é uma paródia de falhas renderizações biográficas do autor. A composição de Look at the Harlequins! seguiu nos calcanhares da biografia de Andrew Field, Nabokov: His Life in Part, uma biografia que eventualmente resultou na terminação das relações de Nabokov com Field e no atento falho do romancista na supressão legal da biografia. Nabokov sentiu que Field tem criado um personagem nomeado Vladimir Nabokov em sua biografia—um personagem quem o real autor poderia não reconhecer (Johnson, 330). Nabokov "tinha já aperfeiçoado o papel de seu próprio biógrafo—em uma série de zombadas biografias que começam com um jogo que ele inventou na adolescência, e que continuou em sua memória Fala, Memória (1966) e sua ficção. O encontro com Field, seu primeiro biógrafo da vida real, produziu. . .[o] paródico texto. . .Look at the Harlequins! (1974). . ." (Sweeney 295-6).
O livro começa com uma lista de "Outros Livros pelo Narrador" (que é, Vadim em vez de Vladimir Nabokov). Muitos (se não todos) destes títulos aparecem para ser doppelgangers dos romances reais de Nabokov.
- Tamara (1925), relaciona para Maria
- Pawn Takes Queen (1927), relaciona para Rei, Dama, Valete combinado com The Defense[1]
- Plenilune (1929), relaciona para The Defense
- Camera Lucida (Slaughter in the Sun), relaciona para Riso no Escuro (título no RU, "Camera Obscura")
- The Red Top Hat (1934), relaciona para Convite para uma Decapitação
- The Dare (1950), relaciona para A Dádiva ("Dar", em russo) e Glória. Há também menção do protagonista deste romance escrevendo um livro similar para aquele de Desespero
- See under Real (1939), relaciona para A Verdadeira Vida de Sebastian Knight, combinado com Fogo Pálido[1]
- Esmeralda and Her Parandrus (1941)
- Dr. Olga Repnin (1946), relaciona para Pnin
- Exile from Mayda (1947), uma coleção de contos, relaciona para Fogo Pálido ou Spring in Fialta and Other Stories
- A Kingdom by the Sea (1962), relaciona para Lolita
- Ardis (1970), relaciona para Ada ou Ardor

Look at the Harlequins! foi pesadamente influenciado pela leitura de Nabokov do livro de Martin Gardner, The Ambidextrous Universe.